# Fermín Pardo Pardo
Fermín Pardo Pardo (Hortunas, Requena, 20 d'abril de 1945) és un folklorista, músic i escriptor valencià, un dels principals experts en música tradicional valenciana. Al llarg de la seua trajectòria ha fet un extens treball de recopilació del folklore per tot el territori valencià. Així mateix ha estudiat molts vessants de la cultura tradicional com ara la indumentària, les festes, l'arquitectura, la religiositat popular, etc.

## Biografia
Va nàixer a Hortunas, una aldea de Requena que tenia aleshores una població de 370 habitants. Va cursar els estudis primaris a l'Escola d'Hortunas i el batxillerat a l'Institut d'Ensenyament Mitjà de Requena, on va finalitzar l'any 1961.
Es va traslladar a València per estudiar Magisteri i posteriorment es va llicenciar en Història per la Universitat de València. Va iniciar la seua carrera al Col·legi Guillem Tatay de Godella, en 1968, va guanyar les oposicions de mestre, exercint en altres poblacions valencianes. Finalment l'any 1997 va ingressar com a mestre al Col·legi Públic Lucio Gil de Requena fins a la seua jubilació.
El seu interés per la música tradicional va començar molt prompte. Mentre estudiava magisteri es va integrar al grup del Centro Aragonés de València i posteriorment al Grupo de Danzas de la Sección Femenina, però el gran canvi es va produir amb la creació del “Seminario de Arte Popular del Departamento de Historia del Arte de la Universidad de Valencia”. Fermín Pardo va formar part del grup de treball que va reformular en l'àmbit científic la metodologia a seguir per tractar i analitzar la cultura popular. El Seminari va tindre una projecció nacional amb la participació en congressos, entre els quals cal destacar el Congreso Nacional de Artes y Costumbres Populares de Palma de 1975 on Fermín Pardo va participar com a ponent.
A partir de 1974 va començar a treballar amb un equip de recopiladors coordinats per Salvador Seguí Pérez, del qual també varen formar part María Teresa Oller, Sebastián Garrido, Ricardo Pitarch i José Luis López. La Fundació Juan March va finançar este grup a través d'una beca concedida al musicòleg Salvador Seguí per a viatjar a les diferents comarques de la província de València i recollir cançons i melodies. Fermín Pardo va realitzar els treballs de camp a les comarques de Serrans, Racó d'Ademús, Camp de Requena-Utiel, Vall d'Aiora – Cofrents, la Costera, Hoya de Buñol, Horta de València, a més d'algunes localitats de la Canal de Navarrés, Vall d'Albaida, Camp de Morvedre i la Ribera.
En l'any 1976, la Institució Alfons el Magnànim, de la qual formava part la Secció de Música Folklòrica de l'Institut d'Etnologia Valenciana, va decidir ajudar-los per a ampliar la recerca amb interés per fer un cançoner tradicional musical de Castelló i València i així completar la tasca desenvolupada, els darrers anys, per Salvador Seguí amb la publicació del Cançoner de la província d'Alacant. Com a culminació de tot el treball d'este període, l'any 1980, la Institució Alfons el Magnànim va publicar el Cancionero Musical de la provincia de Valencia en el qual va col·laborar Fermín Pardo. És en este període on este equip va fer una gran tasca de recopilació de materials, textos i melodies de mayos de moltes poblacions- del Camp de Requena-Utiel, Vall d'Aiora, algunes localitats de l'Horta de València, la Serrania del Túria i el Racó d'Ademús.
Entre 1977-1999 Fermín Pardo fou el responsable de coordinar als dansants i de l'ensenyament de les danses típiques de la Festa del Corpus Christi de València, tant les danses infantils com les d'adults.
En 1984 el Ministeri de Cultura li concedeix, junt a Rosa Julia Cañada Solaz, una ajuda a la investigació per a la recopilació i estudi del patrimoni literari-musical del Camp de Requena-Utiel. En 1988 Fermín Pardo i María Teresa Oller tornen a formar equip per a presentar a la Institució Valenciana d'Estudis i Investigació (IVEI) un projecte monogràfic dedicat al cant de los mayos en les comarques valencianes. La institució els va concedir una ajuda econòmica que va fer possible augmentar la col·lecció de textos i melodies. Cap a 1990 Fermín Pardo i María Teresa Oller van fer un treball inèdit de recopilació de tota la música que envolta el Rosari de l'Aurora a la província de València, per a l'Institut Alfons el Magnànim de la Diputació de València.
Tots estos projectes suposaren un esforç sistemàtic de recerca, gravació i catalogació d'un material etnogràfic de gran valor i amb una gran extensió territorial. Posteriorment, Fermín Pardo ha continuat treballant per recopilar les tradicions i expressions orals, la música tradicional, els usos socials, rituals i actes festius així com els coneixements relacionats amb la natura i les tècniques artesanals tradicionals.
El dia 6 de maig de 2018 el Museu Valencià d'Etnologia va organitzar un homenatge a Fermín Pardo amb motiu de tota la seua carrera com a compilador i transmissor de la cultura immaterial, i al qual es ballaren les danses recuperades gràcies a les seues investigacions.
El 7 de maig de 2021 va rebre el Premi Recercat 2021 en la categoria de persona que concedeix l'Institut Ramon Muntaner a les persones que tenen un paper destacat als centres d'estudis locals i comarcals.

## Creació i participació en grups de música tradicional

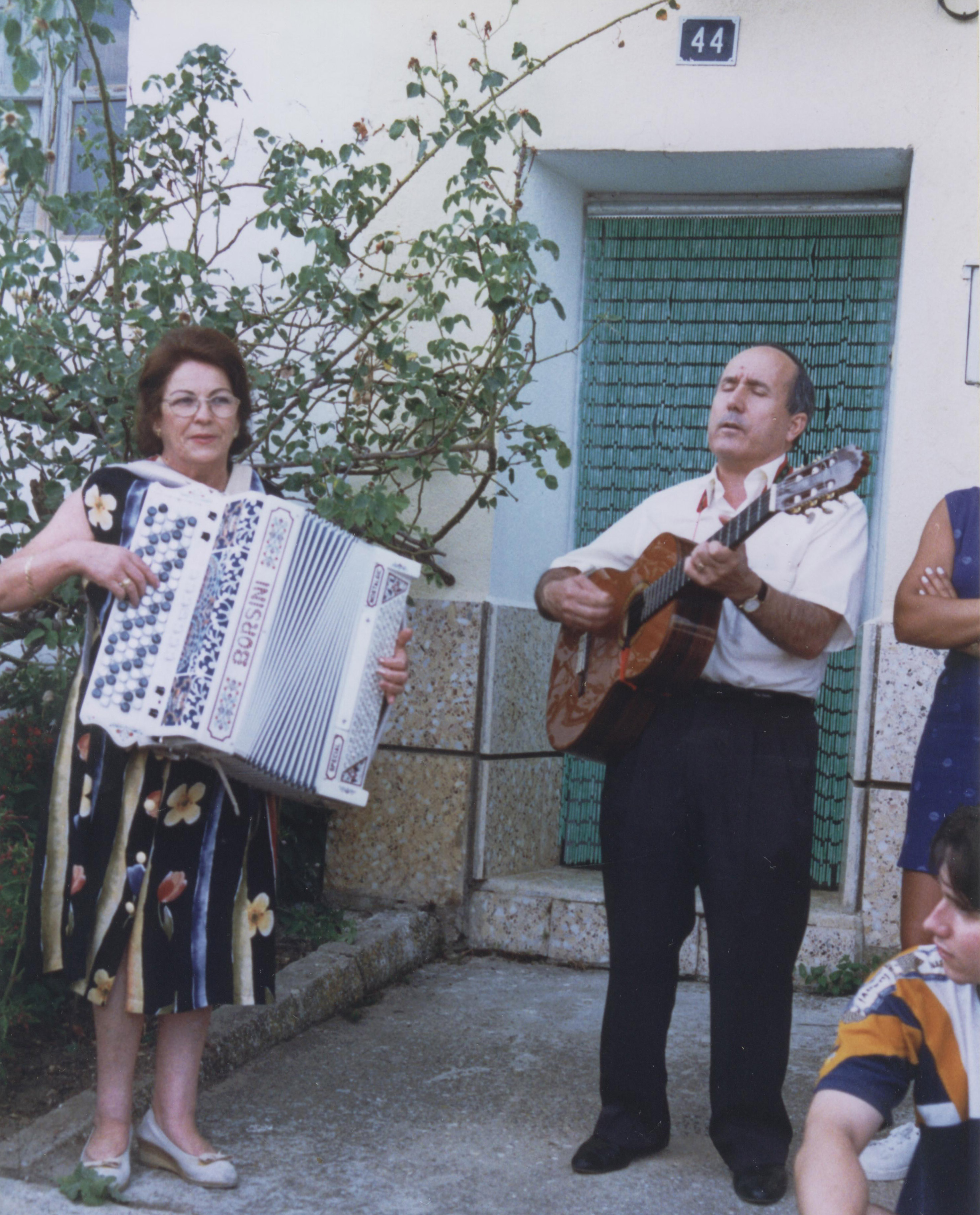
Amelia Valcárcel i Fermín Pardo interpretant la Jota de Campillos-Paravientos.

En 1976 va fundar el grup “Alimara” de la Societat Coral el Micalet de València amb un grup de gent procedent del Seminario de Arte Popular del Departamento de Historia del Arte de la Universidad de Valencia i en les mateixes dates a la seua comarca, concretament a La Portera (Requena), va crear el “Grupo de Estudios Folklóricos JARAIZ” amb una llarga trajectòria fins als anys 90.
Als anys 80 va entrar a formar part com a cantador i assessor del “Col·lectiu d'Estudis Folclòrics Aldarull" de la Societat Coral el Micalet. Més tard, al 1986, fundà amb altres experts en música i coreografia tradicional valenciana el “Grup de Restauració de València”. També va col·laborar amb el grup “Arraïls”. En l'actualitat continua treballant per la recuperació de la música popular i interpretant amb “Asociación Cantares Viejos de Requena”.
En la seua línia de divulgació va participar en 1975 en dos sessions sobre folklore valencià al programa “Banda del Mirlitón” de TVE, ha dirigit programes de ràdio en l'emissora Radio Requena amb el nom “Cantares viejos” i “De fiesta en fiesta”, per difondre la música i les tradicions de la comarca de Requena-Utiel. També va ser l'encarregat de conduir “La Dansà”, programa radiofònic sobre música tradicional valenciana, en Radio Nacional de España en la Comunitat Valenciana. Ha participat en nombroses gravacions discogràfiques como a intèrpret o aportant materials i ha dirigit i coordinat la gravació de vídeos sobre els costums i les tradicions de la comarca de Requena-Utiel.
Al llarg de la seua trajectòria ha restaurat nombrosos balls i danses tradicionals que havien deixat d'interpretar-se. És el cas dels estils de fandango de Cortes de Pallás, Cofrents, Aiora, Hortunas, los Isidros, Almussafes, Benimantell, Callosa d'en Sarrià, etc., i també variants de jota com la de Vallanca, La Portera, Camporrobles, Hortunas, Casas de Soto, Siete Aguas, Casas de Moya, Venta del Moro, Requena, etc. També és el cas de les seguidilles de Villar de Olmos, Vallanca, Camporrobles, Fuenterrobles, etc. I els boleros i valencianes d'Albal, bolero de l'Alcúdia, etc. Però si hi ha hagut una treball destacat de recuperació va ser la restauració del conjunt de danses infantils i d'adults de la festivitat del Corpus de València, les quals no es representaven des dels anys 40. En 1977 es van restaurar danses com “La magrana”, “ Els cavallets”, “Els pastorets”, el “Ball dels nanos” i la coneguda “Dansa de la moma”.
El 16 se setembre de 1994 el Ple de l'Ajuntament de Requena el va nomenar Cronista Oficial de Requena i el 6 de novembre de 1999 va ser elegit president del Centro de Estudios Requenenses. És director de la Secció d'Etnologia del Museo Municipal de Requena i des del 28 de maig de 2011 és Fill Predilecte de Requena. Fermín Pardo va donar a l'Arxiu Municipal de Requena el seu fons sonor i audiovisual que conserva tot el material recopilat al llarg dels anys i que es troba a la disposició de tots els ciutadans per a la seua consulta.

## Arxiu Sonor de Música i Literatura Popular Fermín Pardo Pardo
El 4 d'abril de 2008 Fermín Pardo va donar a l'Arxiu Municipal de Requena 325 cintes de casetes amb gravacions originals d'unes 11.700 peces de música tradicional i literatura popular corresponent a 322 poblacions de les següents comarques i territoris: Requena-Utiel (es tracta del 50% del material recopilat), Vall d'Aiora, Racó d'Ademús, la Costera, Camp de Túria, els Serrans, l'Horta, la Ribera, Vall d'Albaida, Camp de Morvedre, Camps d'Alacant, l'Alacantí, la Marina, la Vega Baixa, Alt Vinalopó, Els Ports, l'Alcalatén, Alt Palància, el Maestrat, la Plana, Alt Millars, la Província d'Albacete i Serrania de Conca.

## Arxiu Audiovisual Etnogràfic de la Meseta de Requena-Utiel Fermín Pardo Pardo
El 5 de desembre de 2013 Fermín Pardo va donar a l'Arxiu Municipal de Requena 4.244 diapositives i 43 cintes de vídeos amb gravacions de caràcter etnogràfic de la Meseta de Requena-Utiel i altres comarques realitzades entre 1985 i 1995 per Fermín Pardo i José Ángel Jesús-María Romero. Recopila imatges d'arquitectura rural, religiosa, festes i rituals festius amb moltes mostres de música i dansa, així com treballs artesanals.

## Premis i distincions
- 2021 - Premi Recercat en la categoria de persona concedit per l'Institut Ramon Muntaner. Este premi es concedeix a les persones que tenen un paper destacat als centres d'estudis locals i comarcals.[11]
- 2022 - Premi Poble d'Albal concedit per l'Ajuntament d'Albal.[21]
- 2022 - Distinció al Mèrit Cultural de la Generalitat Valenciana.[22]
- 2023 - Premi Manolo Latorre concedit per la Comissió Fallera Borrull - Socors.[23]
- 2023 - Reconeixement de la Cultura concedit per l'Àrea de Cultura de la Diputació de València.[24]